# پنترا
پنترا (به انگلیسی: Pantera) یک گروه هوی متال آمریکایی از آرلینگتون، تگزاس است، که در سال ۱۹۸۱ توسط برادران ابوت، وینی پال (درامز) و دایمبگ دارل (گیتار الکتریک)، بنیان گذارده شد. در اواخر سال ۱۹۸۱ رکس براون (گیتار بیس) و تری گلیز (خواننده) به آن‌ها پیوستند. گروه با نگاهی جدید و به دنبال آواهای سنگین تر در سال ۱۹۸۷ فیل انسلمو را به عنوان خواننده جدید جایگزین گلیز کرد. ترکیب شناخته‌شده گروه شامل برادران ابوت به همراه براون و آنسلمو بود. این گروه به دلیل گسترش و محبوب‌سازی ساب‌ژانر گروو متال در دهه ۱۹۹۰ شناخته می‌شود. پانترا که به‌عنوان یکی از موفق‌ترین و تأثیرگذارترین گروه‌های تاریخ هوی متال محسوب می‌شود، حدود ۲۰ میلیون نسخه از آثار خود در سراسر جهان فروخته و چهار بار نامزد جایزه گرمی بوده است.
پنترا به عنوان یکی از بزرگ‌ترین گروه‌های سبک هوی متال در تمام دوران شناخته می‌شود و تا کنون حدود ۲۰ میلیون نسخه از آلبوم‌های آن به فروش رفته است. گروه ابتدا در ژانر گلم متال شروع به فعالیت کرد ولی با ورود انسلمو به گروه، ژانرش را گروو متال تغییر داد. پنترا برای گروو سنگین و صداهای ترش در آلبوم کابوهایی از جهنم که در سال ۱۹۹۰ منتشر شد، به شهرت رسید. آلبوم بعدی آن‌ها نمایش عوامانهٔ قدرت که در سال ۱۹۹۲ منتشر شد، صدای سنگین تری از آلبوم کابوهایی از جهنم را در خود داشت. در سال ۱۹۹۴ آلبوم به فراتر رانده شده منتشر شد، که در رتبه اول بیلبورد ۲۰۰ قرار گرفت.
شروع تنش در میان اعضای گروه هنگامی آغاز شد که فیل انسلمو در سال ۱۹۹۵ به هروئین روی آورد. این امر باعث شد که جلسه‌های ضبط آلبوم کشتار بزرگ مد روز جنوبی جداگانه برگزار شود. تنش‌های جاری برای یک دوره هفت ساله به طول انجامید و طی این مدت تنها یک آلبوم استودیویی با نام اختراع دوبارهٔ پولاد منتشر شد.
پنترا با توجه به دوری انسلمو از گروه در سال ۲۰۰۳ منحل شد. پس از آن برادران ابوت گروه دمیج‌پلَن را تشکیل دادند. در ۸ دسامبر ۲۰۰۴ دیمبگ دارل در حال اجرا روی صحنه با دمیج‌پلن به وسیله گلولهٔ ناتان گیل کشته شد و به این شکل تمام امیدها برای شکل‌گیری دوبارهٔ پنترا از بین رفت. وینی پال پس از مرگ برادرش گروه هل‌یه را تشکیل داد و در سال ۲۰۱۸ بر اثر نارسایی قلبی درگذشت، و بدین ترتیب براون و آنسلمو تنها اعضای بازمانده از ترکیب شناخته‌شده گروه پانترا شدند. در ژوئیه ۲۰۲۲ اعلام شد که براون و آنسلمو در سال ۲۰۲۳ برای اولین تور پانترا پس از ۲۲ سال دوباره گرد هم می‌آیند، با حضور زک وایلد و چارلی بنانته که به ترتیب جایگزین برادران ابوت در گیتار و درام شدند. این ترکیب جدید اولین اجرای خود را پس از ۲۱ سال در مکزیک در تاریخ ۲ دسامبر ۲۰۲۲ برگزار کرد و تور کنسرتی آن‌ها تا سال ۲۰۲۶ ادامه خواهد یافت.

## تاریخچه

### تشکیل و سال‌های ابتدائی با گلم (۱۹۸۱–۱۹۸۷)
گروه در ابتدا با نام «پنتراز متال مجیک» که شامل وینی پال ابوت (درامر)، دایمبگ دارل ابوت (گیتاریست)-که در آن زمان دایموند دارل نامیده می‌شد-، دانی هارت (خواننده)، تری گلیز (گیتاریست) و تامی برَدفورد (بیسیست) شروع به فعالیت کرد. در سال ۱۹۸۲، نام گروه به منظور کوتاه‌تر بودن و با توافق تمامی اعضا به پنترا تغییر داده شد. واژهٔ پنترا در زبان اسپانیایی و پرتغالی به معنای پلنگ است. پس از آن هارت گروه را ترک کرد، چرا که خصوصیات رفتاری بقیهٔ نفرات گروه سازگار نبود، گلیز به جای او خوانندهٔ اصلی پنترا شد و دارل نیز لید گیتاریست گروه شد. اواخر همان سال برَدفورد نیز گروه را رها کرد و رکس براون (که پس از آن به رکس راکر تغییر نام داد) جایگزین شد. پنترا به یک گروه زیرزمینی محبوب تبدیل شد، هر چند که آن‌ها در آن دوره فقط در تورهایی که در منطقهٔ تگزاس، اوکلاهما و لوئیزیانا برگزار می‌شد حضور داشتند. پنترا از طرف دیگر گروه‌های هوی متال مانند استریپر، داکن و گیوت ریوت مورد حمایت قرار گرفت، که به نوبهٔ خود به ترویج اولین آلبوم پنترا جادوی متال کمک کرد. جادوی متال با لیبلی به همین نام، توسط برادران ابوت و پدر جری ابوت (که «الدن» نامیده می‌شد) در استودیو پنتگو ضبط و در سال ۱۹۸۳ منتشر شد.
سال بعد، پنترا آلبوم دومش را با نام پروژه‌هایی در جنگل منتشر کرد. اگر چه سبک این آلبوم هم هنوز گلم متال بود اما اعضای گروه کمتر به سمت ترانه‌هایی با ساختار ملودیک-مانند آنچه در جادوی متال اجرا کردند-گرایش داشتند. در این آلبوم نام تری گلیز به «ترنس لی» تغییر داده شد و یک موزیک ویدیو برای ترانهٔ اصلی آلبوم با نام «امشب بیش از همه» ساخته شد. پروژه‌های در جنگل نیز توسط جری ابوت تولید و با لیبل متال مجیک منتشر شد.
در سال ۱۹۸۵، پنترا سومین آلبوم استودیویی‌شان را با نام شب منم و با لیبل متال مجیک رکوردز منتشر کردند. مانند آلبوم پروژه‌هایی در جنگل، در این آلبوم هم صداها سنگین تر شده بودند-هر چند که هنوز هم آهنگ‌ها در گلم متال ریشه داشتند- و این مسئله باعث شد مجله‌های هوی متال، بیشتر پنترا را مورد توجه قرار دهند. از آنجا که توزیع آلبوم بسیار محدود بود، شب منم آلبوم فاخری برای بسیاری از طرفداران شد. ابن آلبوم در مجموع حدود ۲۵۰۰۰ نسخه فروش داشت. دومین موزیک ویدئوی پنترا برای ترانهٔ «داغ و سنگین» از این آلبوم ساخته شد.

### ظهور خواننده جدید (۱۹۸۷–۱۹۸۹)
در سال‌های ۱۹۸۶ و ۱۹۸۷ چند آلبوم در سبک ترش متال منتشر شد که نقطه عطفی در این سبک بشمار می‌آمدند و بر سبک در حال شکل‌گیری پنترا هم تأثیر گذاشتند. از برجسته‌ترین این آثار می‌توان به عروسک‌گردان متالیکا، سلطنت در خون اسلیر، در میان زندگی آنتراکس و صلح خوب می‌فروشه... اما کیه که بخره؟ مگادث اشاره کرد. ترنس لی که متوجه شد سبک گلم متال در چشم‌انداز جدید گروه جایی ندارد، راه خود را از دیگر اعضا جدا کرد و به گروه راک لرد تریسی پیوست.
انسلمو قبلاً برای گروه‌های سمهاین (با گروه گلن دانزیگ که به همین نام بود اشتباه نشود) و ریزروایت خوانندگی می‌کرد. آشنایی پنترا با او زمانی اتفاق افتاد که برادران ابوت و رکس براون به کلوپی در لوئیزیانا-که انسلمو هم به آنجا رفت‌وآمد داشت- رفتند. پس از اولین جلسهٔ تمرین انسلمو با پنترا تصمیم برماندن او در گروه گرفتند. در سال ۱۹۸۸، پنترا اولین آلبوم خود با انسلمو را با نام پاور متال منتشر کرد. پاور متال که سنگین‌ترین آلبوم گروه تا آن زمان بود، ترکیبی از هارد راک و ترش متال دههٔ هشتاد بود و گاهی اوقات ترکیب هر دو سبک در یک آهنگ شنیده می‌شد. تکمیل‌کنندهٔ رویکرد سبکی جدید گروه، آواز فیل انسلمو بود که صدایش در مقایسه با تری گلیز خشن‌تر بود. این آلبوم سرآغاز قدم گذاشتن پنترا در مسیر درست بود اما هنوز با استاندارهای بالایی که در آثار بعدی‌شان به آن رسیدند فاصله داشت. پس از انتشار آلبوم پاور متال اعضای گروه به‌طور جدی تصمیم گرفتند در ظاهر و موسیقی‌شان-که همچنان متأثر از گلم متال بود-تغییر ایجاد کنند. وینی پال در جلسه‌ای با اعضای گروه با اشاره به شلوارهای استرچ و لباس‌های چسبانی که تا آن زمان می‌پوشیدند گفت: «این لباس جادویی برای کار موسیقی نیست.. ما چیزهای راحت تری مانند شلوار جین، تی شرت و هر چه مانند آنها را می‌پوشیم».
مانند سه آلبوم قبلی پنترا در دههٔ هشتاد، پاور متال هم با لیبل متال مجیک رکوردز منتشر شد. هر چند که این آلبوم سرآغاز و منعکس‌کنندهٔ سبک و ویژگی‌های بعدی پنترا بود، اما هنوز هم بسیاری از عناصر گلم متال دههٔ هشتاد در آن وجود داشت. اعضای گروه بعدها در انتشارات مستقل خود، از ارائه چهار آلبوم قبلی خود از جمله قدرت فلز چشم‌پوشی کردند. آن‌ها با یک ظاهر جدید، تصویر سنگین‌تری از خود را در گذارشان به سبک گروو متال نشان دادند. نام چهار آلبوم اولیهٔ پنترا در وب سایت رسمی گروه ذکر نشده و جزو آثاری هستند که پیدا کردن‌شان برای علاقه‌مندان و کلکسیونرهای موسیقی هم راحت نیست.

## اعضای گروه

### ترکیب نهایی
- فیل انسلمو: آواز (۱۹۸۷ تا ۲۰۰۳)(۲۰۲۲ تا اکنون)
- رکس براون: گیتار بیس، هم‌آوایی (۱۹۸۲ تا ۲۰۰۳)(۲۰۲۲ تا اکنون)
- دایمبگ دارل: گیتار، هم‌آوایی (۱۹۸۱ تا ۲۰۰۳)
- وینی پال: درام (۱۹۸۱ تا ۲۰۰۳)
- زک وایلد: گیتار (۲۰۲۲ تا اکنون)
- چارلی بنانته: درام (۲۰۲۲ تا اکنون)

### اعضای قبلی
- تری گلیز: گیتار ریتم(۱۹۸۱ تا ۱۹۸۲)، آواز (۱۹۸۲ تا ۱۹۸۶)
- تامی برادفورد: گیتار بیس (۱۹۸۱ تا ۱۹۸۲)
- دانی هرت: آواز (۱۹۸۱ تا ۱۹۸۲)
- مت لامور: آواز (۱۹۸۶)
- دیود پیسوک: آواز (۱۹۸۶)
- ریک مایتیسین: آواز (۱۹۸۶)

## آلبوم‌ها

### آلبوم‌های استودیوئی
| نام آلبوم                       | معنی نام                | سال انتشار |
| ------------------------------- | ----------------------- | ---------- |
| ۱. Metal Magic                  | جادوی متال              | ۱۹۸۳       |
| ۲. Projects in the Jungle       | پروژه‌هایی در جنگل       | ۱۹۸۵       |
| ۳. I Am the Night               | شب منم                  | ۱۹۸۵       |
| ۴. Power Metal                  | پاور متال               | ۱۹۸۸       |
| ۵. Cowboys from Hell            | کابوهایی از جهنم        | ۱۹۹۰       |
| ۶. Vulgar Display of Power      | نمایش عوامانهٔ قدرت      | ۱۹۹۲       |
| ۷. Far Beyond Driven            | به فراتر رانده شده      | ۱۹۹۴       |
| ۸. The Great Southern Trendkill | کشتار بزرگ مد روز جنوبی | ۱۹۹۶       |
| ۹. Reinventing the Steel        | اختراع دوبارهٔ پولاد     | ۲۰۰۰       |

### آلبوم‌های اجرای زنده
| نام آلبوم                   | معنی نام                  | سال انتشار |
| --------------------------- | ------------------------- | ---------- |
| ۱. Official Live: 101 Proof | اجرای زنده رسمی: ۱۰۱ مدرک | ۱۹۹۷       |